# 拉唐河畔萨维涅
拉唐河畔萨维涅（法語：Savigné-sur-Lathan，法語發音：[saviɲe syʁ latɑ̃] ⓘ）是法国安德尔-卢瓦尔省的一个市镇，属于图尔区。

## 地理
拉唐河畔萨维涅（47°26'40"N, 0°19'13"E）面积17.61 平方千米，位于法国中央-卢瓦尔河谷大区安德尔-卢瓦尔省，该省份为法国中西部省份，北起萨尔特省、东北接卢瓦-谢尔省，东南接安德尔省，南至维埃纳省，西临曼恩-卢瓦尔省。
与拉唐河畔萨维涅接壤的市镇（或旧市镇、城区）包括：阿夫里耶莱蓬索、拉唐河畔沙奈、克莱雷莱潘、图赖讷地区库尔塞勒、奥姆。

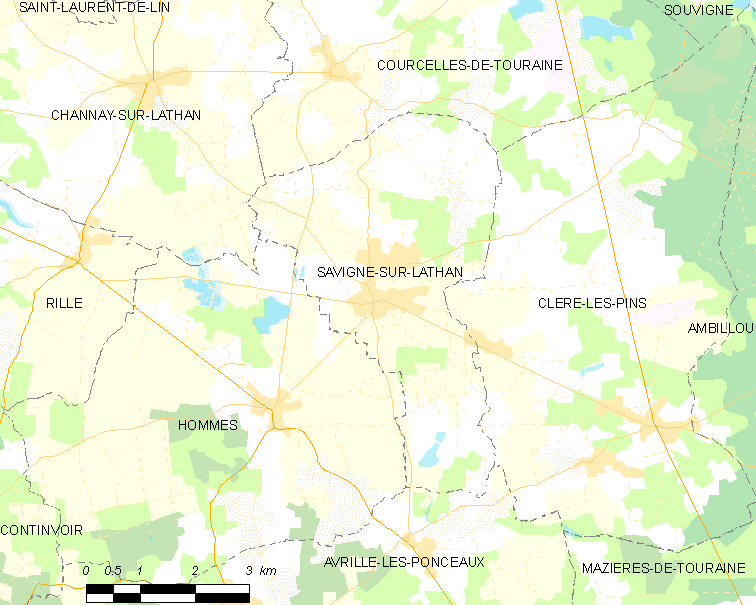
拉唐河畔萨维涅的OSM定位图

拉唐河畔萨维涅的时区为UTC+01:00、UTC+02:00（夏令时）。

## 行政
拉唐河畔萨维涅的邮政编码为37340，INSEE市镇编码为37241。

## 政治
拉唐河畔萨维涅所属的省级选区为朗热县。

## 人口

1962-2008年间拉唐河畔萨维涅人口变化图示

拉唐河畔萨维涅于2022年1月1日时的人口数量为1314人。